# Clube Desportivo Macaé Sports
Il Clube Desportivo Macaé Sports è una società polisportiva Brasiliana con sede nella città di Macaé.
La polisportiva è attiva nei seguenti sport:
- calcio a 5, con una squadra
- pallavolo, con una squadra femminile